# 1185年
| 千纪： | 2千纪 |
| 世纪： | 11世纪 \| 12世纪 \| 13世纪 |
| 年代： | 1150年代 \| 1160年代 \| 1170年代 \| 1180年代 \| 1190年代 \| 1200年代 \| 1210年代                                                         |
| 年份： | 1180年 \| 1181年 \| 1182年 \| 1183年 \| 1184年 \| 1185年 \| 1186年 \| 1187年 \| 1188年 \| 1189年 \| 1190年                               |
| 纪年： | 乙巳年（蛇年）；西夏祐十六年；大理元亨元年；金大定二十五年；西辽天喜八年；南宋淳熙十二年；越南貞符十年；日本元曆二年，文治元年，壽永四年 |

## 大事记
- 彼得四世（Петър IV）、伊凡·阿森一世两兄弟（Иван Асен I）率领保加利亚人再次起义，寻求保加利亚脱离拜占廷统治，恢复独立。
- 諾夫哥羅德-塞維爾斯克公伊戈爾召集幾位王公對波洛夫人進行征討，初戰勝利後遭到大敗，伊戈爾本人也被俘，不久逃回，此事件即《伊戈爾遠征記》的藍本。
- 耶路撒冷国王鲍德温四世指定外甥鮑德溫五世為王儲，去世後鮑德溫五世在的黎波里伯爵雷蒙德摄政下即位为王。
- 源賴朝在日本各地設守護、地頭，掌握地方軍、政權
- 3月22日——屋岛之战，瀨戶內海納入源氏勢力範圍。
- 4月25日——坛之浦之战。。

## 逝世
- 3月16日——耶路撒冷国王鲍德温四世，阿馬爾裡克與庫爾特奈的阿格尼絲之子。
- 4月24日——平知盛，平清盛四子。
- 4月25日——二位尼，平清盛正妻。
- 4月25日——安德天皇。
- 4月25日——平經盛，平忠盛三子。
- 4月25日——平教盛，平忠盛四子，又稱門脇宰相。
- 4月25日——平資盛，平重盛次子。
- 7月19日——平宗盛，平清盛三子與繼承人。
- 7月21日——平重衡，平清盛五子。
- 12月6日——阿方索一世，法國封建主勃艮第的亨利之子，獨立的葡萄牙的第一個國王。